# Dianella intermedia
Dianella intermedia är en grästrädsväxtart som beskrevs av Stephan Ladislaus Endlicher. Dianella intermedia ingår i släktet Dianella och familjen grästrädsväxter.
Artens utbredningsområde är Norfolkön. Inga underarter finns listade i Catalogue of Life.

## Bildgalleri

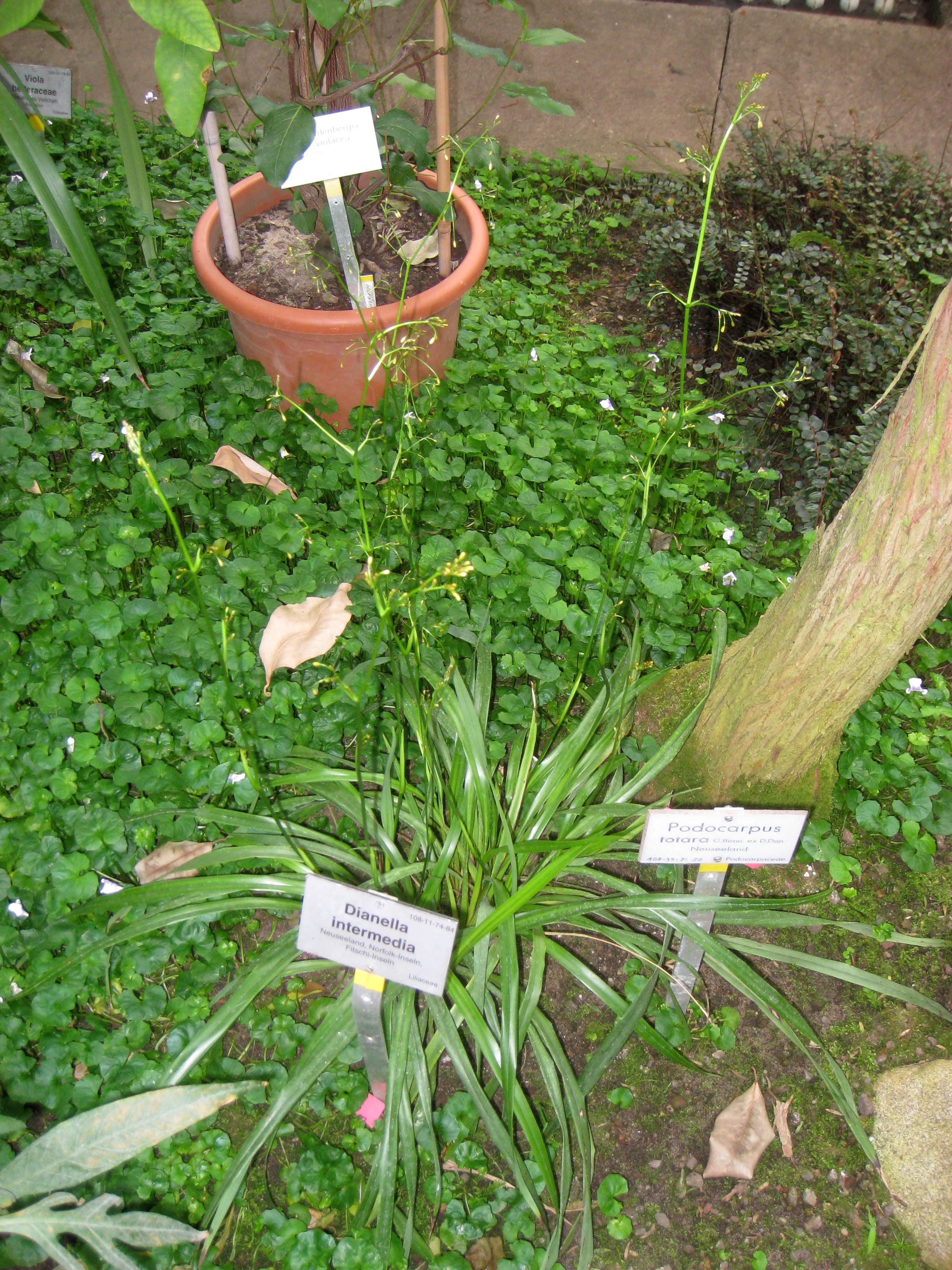
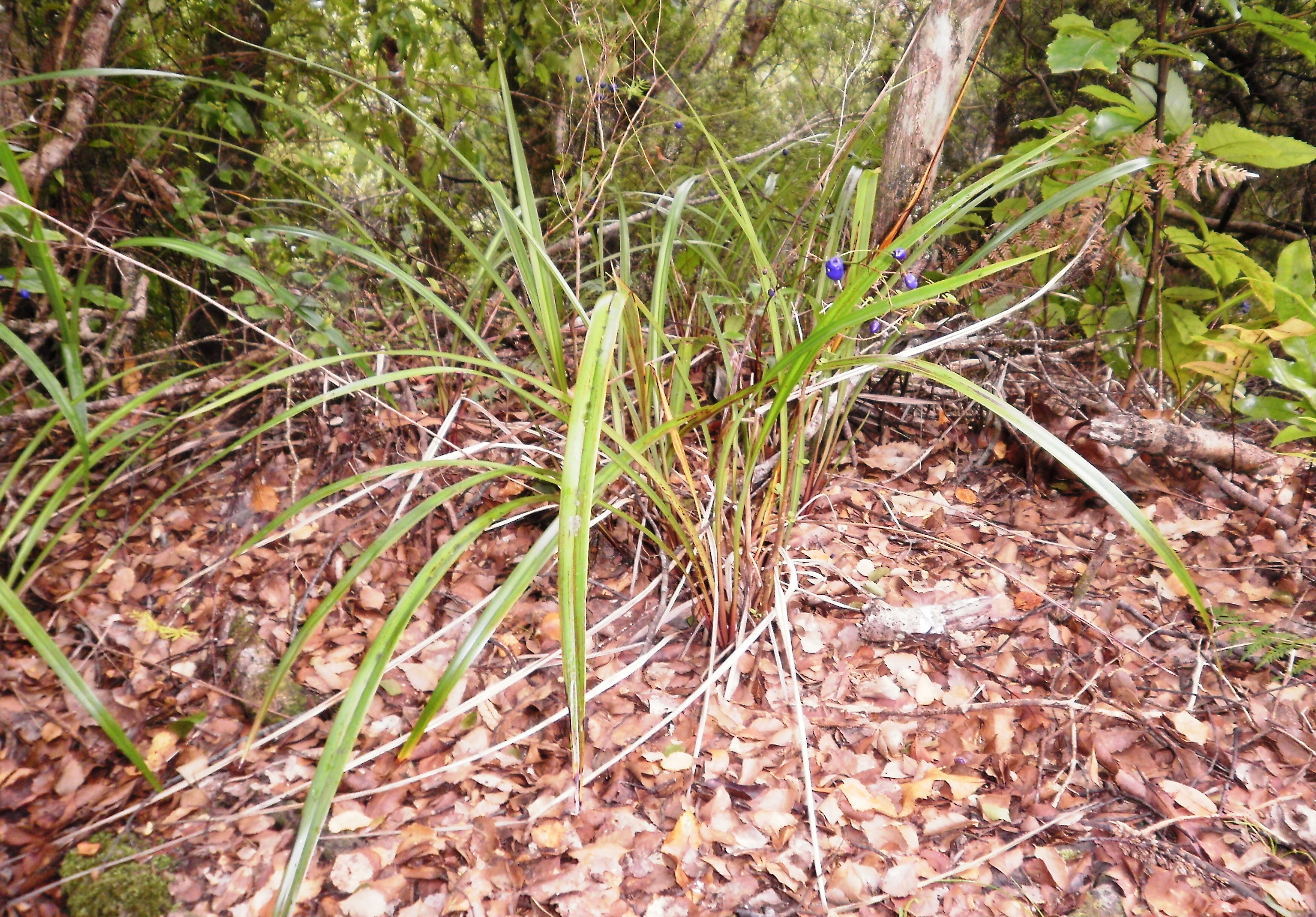